# Boromys torrei
Boromys torrei là một loài động vật có vú trong họ Echimyidae, bộ Gặm nhấm. Loài này được Allen mô tả năm 1917.